# Districtul Khu Mueang
Khu Mueang (în thailandeză คูเมือง) este un district (Amphoe) din provincia Buriram, Thailanda, cu o populație de 66.839 de locuitori și o suprafață de 442,0 km².

## Componență
Districtul este subdivizat în 7 subdistricte (tambon), care sunt subdivizate în 113 de sate (muban).
| Nr. | Nume        | În thailandeză | Sate | Locuitori |  |
| --- | ----------- | -------------- | ---- | --------- |  |
| 1.  | Khu Mueang  | คูเมือง          | 14   | 9,319     |  |
| 2.  | Pakhiap     | ปะเคียบ         | 17   | 10,801    |  |
| 3.  | Ban Phae    | บ้านแพ          | 11   | 7,264     |  |
| 4.  | Phon Samran | พรสำราญ        | 19   | 9,567     |  |
| 5.  | Hin Lek Fai | หินเหล็กไฟ       | 24   | 10,508    |  |
| 6.  | Tum Yai     | ตูมใหญ่          | 18   | 11,971    |  |
| 7.  | Nong Khaman | หนองขมาร       | 10   | 7,409     |  |